# Henry Dannet
Pour les articles homonymes, voir Dannet (homonymie).
Henry Dannet, né le 17 mars 1886 à Gassicourt (aujourd'hui un quartier de Mantes-la-Jolie), et mort le 10 novembre 1946 à Pont-Audemer, est un artiste peintre et dessinateur français.

## Biographie
Henry Dannet naît le 17 mars 1886 à Gassicourt, ses parents étant d'une part Félix Dannet garçon de café et propriétaire à partir de 1860 de terres et de maisons à Saint-Symphorien dans la région de Pont-Audemer et son épouse née Gwenaëlle Pambouc. Tous deux seraient nés dans le Morbihan sous le Second Empire, et pour échapper à leur condition, sont venus s'installer à Paris (lui comme garçon de café, elle comme laveuse à la journée) où, se rencontrant et se reconnaissant comme nés à quelques lieues l'un de l'autre, ils se sont mariés puis, en quête de mieux-être, ont choisi de vivre à Gassicourt peu après 1880. Henry est le deuxième de leurs trois enfants. Sur les conseils de la sœur aînée de Félix, Madame Drou, fermière dans les environs de Pont-Audemer, la famille emménage en 1889 dans cette « ville industrieuse », poursuivant une vie modeste jusqu'à ce qu'en 1898 un héritage inattendu de 500.000 francs-or apporte tant l'aisance que la possibilité d'envisager des études supérieures pour les enfants, en particulier pour Henry qui, depuis « l'école communale, dessinait beaucoup et bien et qui, dès qu'il le put, s'essaya à la peinture ». En 1899, la famille fait construire une demeure et retourne dans la commune de Saint-Symphorien, à quelques kilomètres de Pont-Audemer.

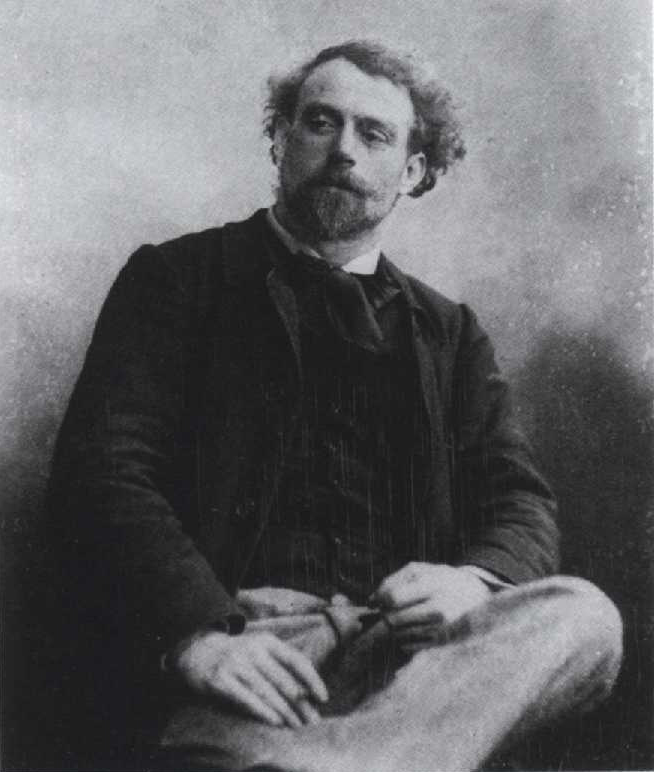
Joseph Delattre

De 1901 à 1904, Henry Dannet est l'élève de Philippe Zacharie à l'École des beaux-arts de Rouen, y ayant pour condisciples et amis Narcisse Guilbert, Narcisse Hénocque et Magdeleine Hue. C'est grâce à ces derniers qu'il peut fréquenter le peintre Joseph Delattre à Petit-Couronne, en exécutant un portrait, puis, « s'inspirant de son exemple, peignant longtemps en impressionniste ». Selon des narrations postérieures de son fils l'artiste peintre Jean Dannet (1912-1997), s'il est dit que c'est la mort de Félix Dannet en 1904 qui fait revenir Henry auprès de sa mère, il aurait bien plutôt été renvoyé de l'École des beaux-arts à la suite d'un chahut d'atelier. Il passe trois années au régiment et à son retour rencontre Marguerite Lescuyer (1885-1974) qu'il épouse en 1910 et avec qui il emménage provisoirement rue des Frênes à Honfleur (dans la maison où Caroline Aupick vécut et reçut son fils Charles Baudelaire) après un voyage de noces à Turin. Jean Dannet évoque : « ce séjour à l'étranger fut le seul dont j'entendis parler à la maison. On lit pourtant dans les journaux des années 1920 que mon père voyagea en Belgique, aux Pays-Bas et en Suisse avant-guerre. Son œuvre n'en témoigne pas ».
Désireux de se rapprocher de Pont-Audemer, Henry Dannet loue fin 1912 une habitation à Saint-Mards-de-Blacarville en attente de la construction de la maison de Saint-Germain-Village où l'installation a lieu en 1915, alors que lui-même est parti rejoindre son corps d'armée lors de la mobilisation du 2 août 1914. Servant plus de quatre ans au front en tant que brancardier, blessé par un éclat d'obus qui lui vaut la croix de guerre, il revient à Saint-Germain-Village, « fatigué et meurtri », en janvier 1919. Il est ensuite conservateur du musée de Pont-Audemer. Il peint principalement des paysages de la région autour de Pont-Audemer, y recevant de fréquentes visites de « son meilleur ami », le peintre René Sautin : c'est à leur sujet que l'on parle d'une « École de la Risle », annexe de l'École de Rouen,. Jean Dannet cite cependant également, dans l'entourage de son père, les noms d'Albert Lebourg, Robert Antoine Pinchon, Georges Bradberry, Michel Frechon, Paul-Émile Pissarro, Paul-Élie Gernez et Marcel Delaunay.

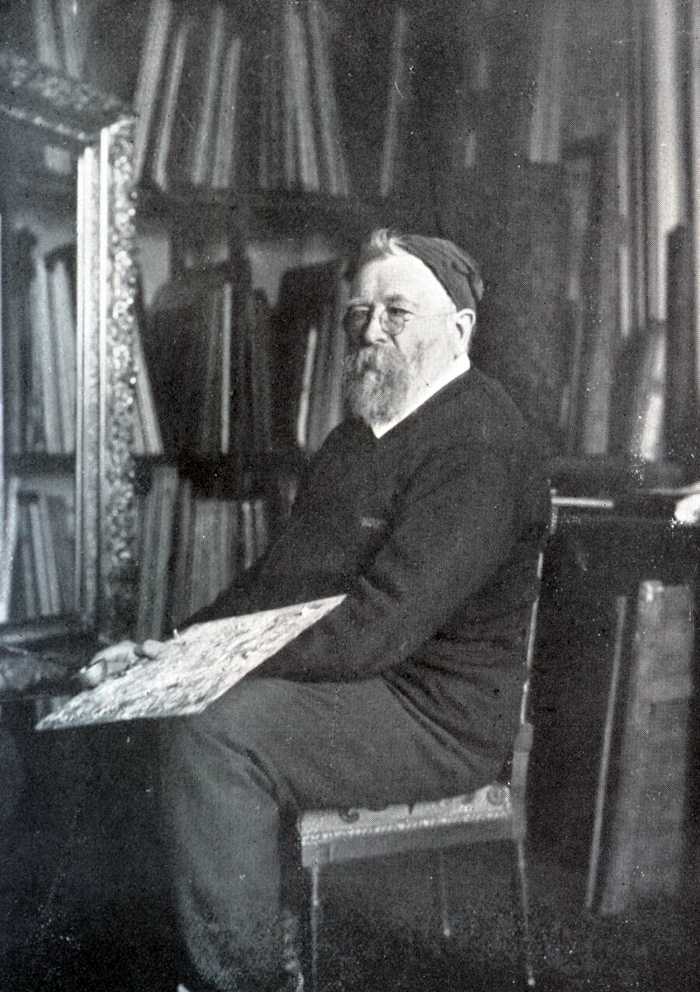
Albert Lebourg
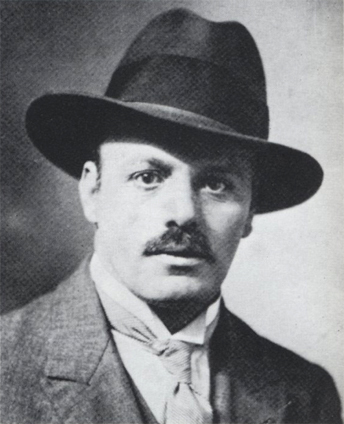
Robert Antoine Pinchon
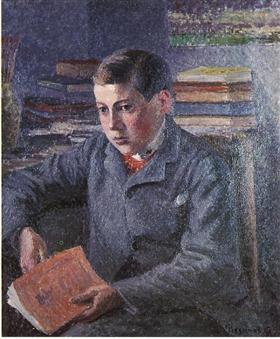
Paul-Émile Pissarro
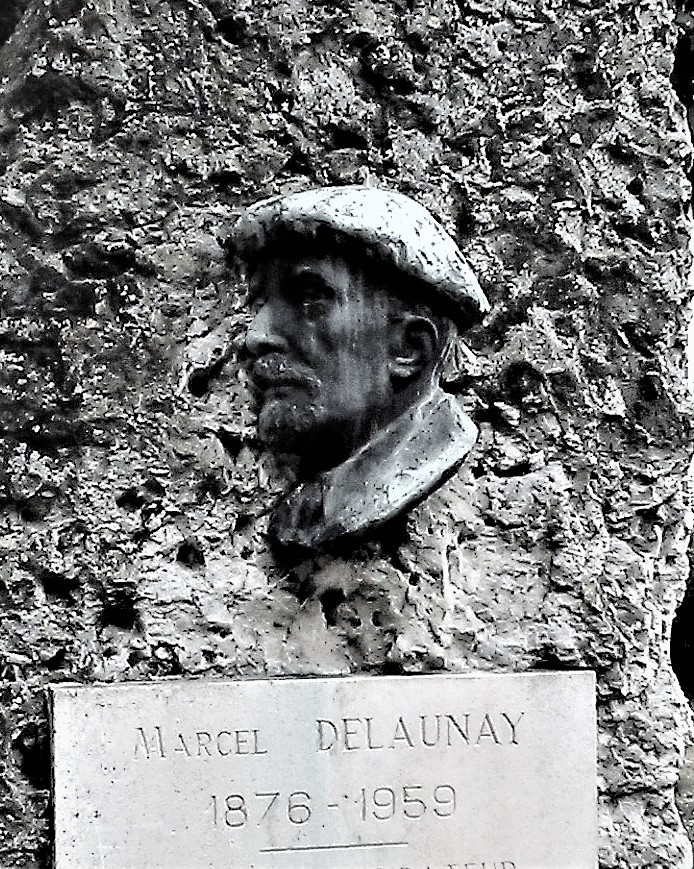
Marcel Delaunay

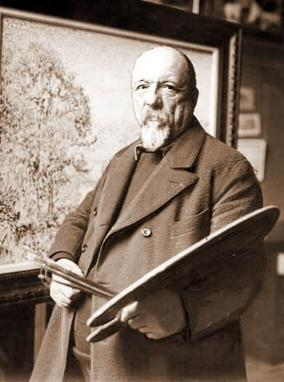
Paul Signac

Il expose ses œuvres au Salon des indépendants de Paris de 1925 à 1931, la fréquentation de Paul Signac, alors président des indépendants, exerçant sur lui une influence pointilliste. Son goût pour la spéculation boursière le conduit, avec le krach de 1929, au bord de la ruine, l'acculant à la vente de la grande maison de Saint-Germain-Village pour vivre plus étroitement rue de Paradis à Lisieux où il peint tandis que Marguerite tient une boutique d'ivoires dieppois et de chocolats. Il reviendra vivre à Pont-Audemer au soir de sa vie, en 1945, lorsque la maison lexovienne sera sinistrée dans les grands dommages infligés par la Seconde Guerre mondiale à la ville de Lisieux.
Henry Dannet effectue un périple dans l'Aveyron où il peint de nombreux paysages peu avant sa mort, le 10 novembre 1946 à Pont-Audemer.

## Distinctions
- Croix de guerre 1914–1918.

## Expositions

### Expositions personnelles
- Galerie Legrip, Rouen, mars[8] et novembre 1920[9].
- Galerie Monjour, Lisieux, septembre 1930[10].

### Expositions collectives
- Salon des indépendants, Paris, de 1925 à 1931[1].
- Réunion de peintres et de graveurs à Bayeux, chapelle du musée de la Tapisserie de Bayeux, Bayeux, été 2009[11].

## Collections publiques
- Archives départementales du Calvados, Caen, 22 œuvres :
  - Lisieux, allée de l'Image, avant 1944, aquarelle, fusain et gouache 48,3×31,4cm[12] ;
  - Lisieux, vieilles maisons, avant 1944, pastel 34,2×26,5cm[13] ;
  - Lisieux, place Le Hennuyer, gouache et fusain 79×52,5cm[14] ;
  - Lisieux, cour de l'Image, avant 1944, pastel 33,5×25,4cm[15] ;
  - Lisieux, vieilles maisons sur cour, place Victor-Hugo, avant 1944, pastel 55,5x47,9cm[16] ;
  - Lisieux, rue du Capitaine-Vie, avant 1944, gouache et aquarelle 64×49,3cm[17] ;
  - Lisieux, rue aux Fèvres, aquarelle 47×31cm[18] ;
  - Parvis de la cathédrale Notre-Dame de Bayeux, gouache 57,5×37,5cm[19] ;
  - Un grand mariage à l'église Saint-Jacques de Lisieux, aquarelle, fusain et gouache 41×27,4cm[20] ;
  - Falaise (Calvados), La Roche ; La rue des Cordeliers, deux gouaches 69,5×48,5cm[21] ;
  - Lisieux, rue Le Hennuyer, dessin à la mine de plomb 32×23,8cm, vers 1946[22] ;
  - Lisieux, l'église Saint-Jacques, dessin à la mine de plomb 32×24,5cm, vers 1946[23] ;
  - Lisieux, abside de l'église Saint-Jacques, dessin à la mine de plomb 32×24,5cm, vers 1946[24] ;
  - Lisieux, l'église Saint-Désir, dessin à la mine de plomb 32×24,6cm, vers 1946[25] ;
  - Lisieux, boulevard Émile-Demagny, dessin à la mine de plomb 24,5×32cm, vers 1946[26] ;
  - Lisieux, rue du Homé, dessin à la mine de plomb 32×23,9cm, vers 1946[27] ;
  - Lisieux, dessin à la mine de plomb 32×24,5cm, vers 1946[28] ;
  - Lisieux, cathédrale Saint-Pierre, huile sur panneau 73x53cm[29] ;
  - Vire (Calvados), rue des Teinturiers, gouache 42,4×26,2cm[30] ;
  - Vire, église Notre-Dame, gouache 42,2×26,2cm[31] ;
  - Pont-l'Évêque, façade, gouache 53,2×35cm[32].
- Musée d'Art et d'Histoire de Lisieux :
  - L'église Saint-Jacques de Lisieux, huile sur panneau 73×54cm.
- Musée du Vieux-Manoir, Orbec, 6 œuvres :
  - Lisieux avant guerre, angle de la rue Henry-Chéron, dessin ;
  - Église Saint-Jacques de Lisieux, peinture ;
  - Nature morte à l'aiguière, peinture ;
  - Maison à pan de bois, rue des Champs à Orbec, peinture ;
  - Maison à l'angle rue Grande / rue Carnot à Orbec, peinture ;
  - Vue d'Orbec depuis l'Orbiquet, peinture.
- Musée Alfred-Canel, Pont-Audemer :
  - Le canal à Malestroit, huile sur toile.